# Campeonato Esloveno de Futebol de 2011-12
O Campeonato Esloveno de Futebol de 2011-12, oficialmente em Língua eslovena e por questões de patrocínio "Telekom Slovenije Liga 11/12", (organizado pela Associação de Futebol da Eslovênia) foi a 21º edição do campeonato do futebol de Eslovênia. Os clubes jogavam em turno e returno - duas vezes. O campeão se classificava para a Liga dos Campeões da UEFA de 2012–13 e o vice e o terceiro se classificavam para a Liga Europa da UEFA de 2012–13. O último colocado era rebaixado para o Campeonato Esloveno de Futebol de 2012-13 - Segunda Divisão. O penúltimo jogava playoffs com o vice campeão do ascenso.

## Participantes
| Equipe      | Cidade        | Região            | No ano anterior                                                                                 | Estádio                      | Capacidade | Títulos                                                                               | Participações |
| ----------- | ------------- | ----------------- | ----------------------------------------------------------------------------------------------- | ---------------------------- | ---------- | ------------------------------------------------------------------------------------- | ------------- |
| Celje       | Celje         | Savinjska         | Oitavo Lugar                                                                                    | Estádio Z'dežele             | 13.059     | 0 (não possui)                                                                        | 21            |
| Gorica      | Nova Gorica   | Goriška           | Quinto Lugar                                                                                    | Parque Desportivo Gorica     | 3.066      | 4 (1995-96, 2003-04, 2004-05, 2005-06)                                                | 21            |
| Maribor     | Maribor       | Podravska         | Campeão                                                                                         | Estádio Ljudski vrt          | 12.435     | 9 (1996-97, 1997-98, 1998-99, 1999-2000, 2000-01, 2001-02, 2002-03, 2008-09, 2010-11) | 20            |
| Koper       | Koper         | Litoral-Kras      | Terceiro Lugar                                                                                  | Estádio Bonifika             | 4.047      | 1 (2009-10)                                                                           | 18            |
| Domžale     | Domžale       | Eslovénia Central | Vice Campeão                                                                                    | Parque Desportivo Domžale    | 3.212      | 2 (2006-07, 2007-08)                                                                  | 13            |
| Nafta       | Lendava       | Pomurska          | Ganhador de Playoff contra clube do Campeonato Esloveno de Futebol de 2010-11 - Segunda Divisão | Parque Desportivo Lendava    | 2.000      | 0 (não possui)                                                                        | 9             |
| Rudar       | Velenje       | Savinjska         | Sexto Lugar                                                                                     | Estádio Municipal Ob Jezeru  | 1.400      | 0 (não possui)                                                                        | 17            |
| NK Olimpija | Liubliana     | Eslovénia Central | Quarto Lugar                                                                                    | Parque Desportivo Stožice    | 16.038     | 0 (não possui)                                                                        | 3             |
| Triglav     | Kranj         | Alta Carníola     | Sétimo Lugar                                                                                    | Estádio Stanko Mlakar        | 2.060      | 0 (não possui)                                                                        | 4             |
| Mura 05     | Murska Sobota | Pomurska          | Acesso pelo Campeonato Esloveno de Futebol de 2010-11 - Segunda Divisão                         | Estádio Municipal Fazanerija | 3.782      | 0 (não possui)                                                                        | 1             |

## Campeão
| Campeão Esloveno 2011-12               |
| -------------------------------------- |
| Maribor (Maribor) (10º título) Campeão |